# Mistrzostwa Świata w Piłce Nożnej 2026 (eliminacje strefy CAF)/Grupa A
Ten artykuł dotyczy trwającego lub niedawnego wydarzenia sportowego. Informacje w nim zamieszczone mogą się zmienić lub zdezaktualizować wraz z postępem zdarzenia. Początkowe doniesienia, wyniki lub statystyki mogą być niepewne. Ostatnie aktualizacje do tego artykułu mogą nie odzwierciedlać najbardziej aktualnych informacji.
W Grupie A pierwszej rundy eliminacji do Mistrzostw Świata 2026 biorą udział następujące zespoły:
- Egipt
- Burkina Faso
- Gwinea Bissau
- Sierra Leone
- Etiopia
- Dżibuti

## Tabela
| Lp. | Drużyna       | M | Z | R | P | B+ | B- | +/– | Pkt | Kwalifikacja                     |     | Egipt | Burkina Faso | Sierra Leone | Etiopia | Gwinea Bissau | Dżibuti |
| --- | ------------- | - | - | - | - | -- | -- | --- | --- | -------------------------------- | --- | ----- | ------------ | ------------ | ------- | ------------- | ------- |
| 1   | Egipt         | 6 | 5 | 1 | 0 | 14 | 2  | +12 | 16  | Awans na Mistrzostwa Świata 2026 |     |       | 2–1          | 1–0          | wrz     | paź           | 6–0     |
| 2   | Burkina Faso  | 6 | 3 | 2 | 1 | 13 | 7  | +6  | 11  | Możliwy awans do drugiej rundy   |     | wrz   |              | 2–2          | paź     | 1–1           | 4–1     |
| 3   | Sierra Leone  | 6 | 2 | 2 | 2 | 7  | 7  | 0   | 8   |                                  |     | 0–2   | paź          |              | wrz     | 3–1           | 2–1     |
| 4   | Etiopia       | 6 | 1 | 3 | 2 | 7  | 7  | 0   | 6   |                                  | 0–2 | 0–3   | 0–0          |              | paź     | 6–1           |         |
| 5   | Gwinea Bissau | 6 | 1 | 3 | 2 | 5  | 7  | −2  | 6   |                                  | 1–1 | 1–2   | wrz          | 0–0          |         | wrz           |         |
| 6   | Dżibuti       | 6 | 0 | 1 | 5 | 4  | 20 | −16 | 1   |                                  | paź | wrz   | paź          | 1–1          | 0–1     |               |         |

## Wyniki
| 15 listopada 202320:00 CET | Etiopia | 0:0(0:0) | Sierra Leone | Stade El Abdi, Al-Dżadida (Maroko) Widzów: 50 Sędzia: Celso Alvação |
| 15 listopada 202320:00 CET |         | 0:0(0:0) |              | Stade El Abdi, Al-Dżadida (Maroko) Widzów: 50 Sędzia: Celso Alvação |

| 16 listopada 202317:00 CET | Egipt                                                      | 6:0(2:0) | Dżibuti | Stadion Międzynarodowy, Kair Widzów: 6 000 Sędzia: Jelly Chavani |
| 16 listopada 202317:00 CET | Salah 17', 22' (k), 48', 69' · Mohamed 73' · Trézéguet 89' | 6:0(2:0) |         | Stadion Międzynarodowy, Kair Widzów: 6 000 Sędzia: Jelly Chavani |

| 17 listopada 202320:00 CET | Burkina Faso  | 1:1(0:1) | Gwinea Bissau | Stade de Marrakech, Marrakesz (Maroko) Widzów: 405 Sędzia: Alhadi Allaou Mahamat |
| 17 listopada 202320:00 CET | B. Traoré 61' | 1:1(0:1) | 20' Baldé     | Stade de Marrakech, Marrakesz (Maroko) Widzów: 405 Sędzia: Alhadi Allaou Mahamat |

| 19 listopada 202317:00 CET | Sierra Leone       | 0:2(0:1) | Egipt | Samuel Kanyon Doe Sports Complex, Monrovia (Liberia) Widzów: 8 916 Sędzia: Jean Jacques Ndala |
| 19 listopada 202317:00 CET | 18', 62' Trézéguet | 0:2(0:1) |       | Samuel Kanyon Doe Sports Complex, Monrovia (Liberia) Widzów: 8 916 Sędzia: Jean Jacques Ndala |

| 20 listopada 202314:00 CET | Dżibuti       | 0:1(0:1) | Gwinea Bissau | Stad as-Salam, Kair (Egipt) Widzów: 35 Sędzia: Mohamed Athoumani |
| 20 listopada 202314:00 CET | 39' Rodrigues | 0:1(0:1) |               | Stad as-Salam, Kair (Egipt) Widzów: 35 Sędzia: Mohamed Athoumani |

| 21 listopada 202320:00 CET | Etiopia                                          | 0:3(0:0) | Burkina Faso | Stade El Abdi, Al-Dżadida (Maroko) Widzów: 385 Sędzia: Lamin Jammeh |
| 21 listopada 202320:00 CET | 69' Touré · 78' (k) B. Traoré · 90' Da. Ouattara | 0:3(0:0) |              | Stade El Abdi, Al-Dżadida (Maroko) Widzów: 385 Sędzia: Lamin Jammeh |

| 5 czerwca 202418:00 CEST | Sierra Leone            | 2:1(1:1) | Dżibuti        | Stade El Abdi, Al-Dżadida (Maroko) Sędzia: Godfrey Nkhakananga |
| 5 czerwca 202418:00 CEST | Davies 12' · Kargbo 51' | 2:1(1:1) | 35' (k) Dadzie | Stade El Abdi, Al-Dżadida (Maroko) Sędzia: Godfrey Nkhakananga |

| 6 czerwca 202418:00 CEST | Gwinea Bissau | 0:0(0:0) | Etiopia | Estádio 24 de Setembro, Bissau Sędzia: Louis Houngnandandé |
| 6 czerwca 202418:00 CEST |               | 0:0(0:0) |         | Estádio 24 de Setembro, Bissau Sędzia: Louis Houngnandandé |

| 6 czerwca 202421:00 CEST | Egipt            | 2:1(2:0) | Burkina Faso  | Stadion Międzynarodowy, Kair Widzów: 65 000 |
| 6 czerwca 202421:00 CEST | Trézéguet 3', 7' | 2:1(2:0) | 56' L. Traoré | Stadion Międzynarodowy, Kair Widzów: 65 000 |

| 9 czerwca 202418:00 CEST | Dżibuti    | 1:1(1:1) | Etiopia     | Stade El Abdi, Al-Dżadida (Maroko) Sędzia: Chelanget Sabila |
| 9 czerwca 202418:00 CEST | Dadzie 29' | 1:1(1:1) | 31' Wondimu | Stade El Abdi, Al-Dżadida (Maroko) Sędzia: Chelanget Sabila |

| 10 czerwca 202418:00 CEST | Gwinea Bissau | 1:1(1:0) | Egipt     | Estádio 24 de Setembro, Bissau Sędzia: Mahmood Ismail |
| 10 czerwca 202418:00 CEST | Baldé 42'     | 1:1(1:0) | 70' Salah | Estádio 24 de Setembro, Bissau Sędzia: Mahmood Ismail |

| 10 czerwca 202421:00 CEST | Burkina Faso                      | 2:2(2:0) | Sierra Leone              | Stade 26 mars, Mali Sędzia: Lahlou Benbraham |
| 10 czerwca 202421:00 CEST | Da. Ouattara 41' · L.Traoré 45+2' | 2:2(2:0) | 58' Kargbo · 87' Bakayoko | Stade 26 mars, Mali Sędzia: Lahlou Benbraham |

| 20 marca 202517:00 CET | Sierra Leone                               | 3:1(1:0) | Gwinea Bissau | Samuel Kanyon Doe Sports Complex, Monrovia (Liberia) Sędzia: Daniel Nii Laryea |
| 20 marca 202517:00 CET | Bundu 19' · M. N. Kamara 61' · Turay 90+6' | 3:1(1:0) | 68' Monteiro  | Samuel Kanyon Doe Sports Complex, Monrovia (Liberia) Sędzia: Daniel Nii Laryea |

| 21 marca 202517:00 CET | Burkina Faso                                                    | 4:1(2:0) | Dżibuti          | Stade El Abdi, Al-Dżadida (Maroko) Sędzia: Abdel Aziz Bouh |
| 21 marca 202517:00 CET | Tiendrébéogo 12' · B. Traoré 33' · Zougrana 47' · L. Traoré 67' | 4:1(2:0) | 88' (k) Akinbinu | Stade El Abdi, Al-Dżadida (Maroko) Sędzia: Abdel Aziz Bouh |

| 21 marca 202522:00 CET | Etiopia              | 0:2(0:2) | Egipt | Stade Larbi Zaouli, Casablanca (Maroko) Widzów: 300 Sędzia: Patrice Milazare |
| 21 marca 202522:00 CET | 31' Salah · 40' Zizo | 0:2(0:2) |       | Stade Larbi Zaouli, Casablanca (Maroko) Widzów: 300 Sędzia: Patrice Milazare |

| 24 marca 202517:00 CET | Gwinea Bissau | 1:2(1:1) | Burkina Faso      | Estádio 24 de Setembro, Bissau Sędzia: Samuel Uwikunda |
| 24 marca 202517:00 CET | Banjaqui 36'  | 1:2(1:1) | 6', 73' L. Traoré | Estádio 24 de Setembro, Bissau Sędzia: Samuel Uwikunda |

| 24 marca 202522:00 CET | Etiopia                                            | 6:1(3:0) | Dżibuti      | Stade El Abdi, Al-Dżadida (Maroko) Sędzia: Luxolo Badi |
| 24 marca 202522:00 CET | Desta 19', 52', 70' (k) · Nassir 34', 37', 58' (k) | 6:1(3:0) | 51' Akinbinu | Stade El Abdi, Al-Dżadida (Maroko) Sędzia: Luxolo Badi |

| 25 marca 202520:00 CET | Egipt      | 1:0(1:0) | Sierra Leone | Stadion Międzynarodowy, Kair Sędzia: Ahmad Heeralall |
| 25 marca 202520:00 CET | Zizo 45+2' | 1:0(1:0) |              | Stadion Międzynarodowy, Kair Sędzia: Ahmad Heeralall |

| 2025-09-dataCEST | Gwinea Bissau |  | Sierra Leone |  |
| 2025-09-dataCEST |               |  |              |  |

| 2025-09-dataCEST | Dżibuti |  | Burkina Faso |  |
| 2025-09-dataCEST |         |  |              |  |

| 2025-09-dataCEST | Egipt |  | Etiopia |  |
| 2025-09-dataCEST |       |  |         |  |

| 2025-09-dataCEST | Burkina Faso |  | Egipt |  |
| 2025-09-dataCEST |              |  |       |  |

| 2025-09-dataCEST | Gwinea Bissau |  | Dżibuti |  |
| 2025-09-dataCEST |               |  |         |  |

| 2025-09-dataCEST | Sierra Leone |  | Etiopia |  |
| 2025-09-dataCEST |              |  |         |  |

| 2025-10-dataCEST | Dżibuti |  | Egipt |  |
| 2025-10-dataCEST |         |  |       |  |

| 2025-10-dataCEST | Sierra Leone |  | Burkina Faso |  |
| 2025-10-dataCEST |              |  |              |  |

| 2025-10-dataCEST | Etiopia |  | Gwinea Bissau |  |
| 2025-10-dataCEST |         |  |               |  |

| 2025-10-dataCEST | Burkina Faso |  | Etiopia |  |
| 2025-10-dataCEST |              |  |         |  |

| 2025-10-dataCEST | Dżibuti |  | Sierra Leone |  |
| 2025-10-dataCEST |         |  |              |  |

| 2025-10-dataCEST | Egipt |  | Gwinea Bissau |  |
| 2025-10-dataCEST |       |  |               |  |

## Strzelcy

### 6 goli
- Mohamed Salah

### 5 goli
- Lassina Traoré
- Trézéguet

### 3 gole
- Bertrand Traoré
- Bereket Desta
- Abubeker Nassir

### 2 gole
- Dango Ouattara
- Samuel Akinbinu
- Gabriel Dadzie
- Zizo
- Mama Baldé
- Augustus Kargbo

### 1 gol
- Josué Tiendrébéogo
- Blati Touré
- Mohamed Zougrana
- Mostafa Mohamed
- Menyelu Wondimu
- Zidane Banjaqui
- Tamble Monteiro
- Mauro Rodrigues
- Amadou Bakayoko
- Mustapha Bundu
- Curtis Davies
- Musa Noah Kamara
- Ibrahim Turay